# Chất độc ngạt thở
Chất độc ngạt thở (hay gọi là chất độc hại phổi) là nhóm chất độc quân sự mau tan xâm nhập qua đường hô hấp, gây tác hại cơ quan hô hấp có thể dẫn tới tử vong. Thuộc nhóm này có khí chlor (Cl2), chloropicrin (PS), phosgene (CG) và diphosgene (SP).

## Phân loại và đặc điểm

### Phosgene (CG)[1]
- Phosgene (carbonyl dichloride - COCl2) là chất khí không màu, hóa lỏng ở nhiệt độ dưới 8,2°C, chất lỏng không màu, mùi hoa quả thối, ở nồng độ cao mùi rất khó chịu.

- Phosgene kĩ thuật chất lỏng màu vàng nhạt; ít tan trong nước (0,9%), tan tốt trong các dung môi hữu cơ và một số chất độc như chloropicrin, yperit.

- Liều loại khỏi vòng chiến đấu trung bình ICt50-160 mg.phút/m3, liều tử vong trung bình LCT50-32.000 mg.phút/m3.

### Diphosgene (SP)[1]
- Diphosgene là chất lỏng sánh như dầu, không màu, mùi giống như mùi phosgene, nhiệt độ sôi 128°C, nhiệt độ đông đặc -57°C độ bay hơi 120 mg/L (ở 20°C), hầu như không tan trong nước, dễ tan trong các dung môi hữu cơ và một số chất độc như chloropicrin, phosgene, yperit.

- Điều chế bằng cách chlor hóa chloro methyl carbonat ngoài ánh sáng; nồng độ tử vong 0,5-0,7 mg/L (trong vòng 15 phút).
- Giá trị ICt50 và LCt50 có độ lớn như phosgene.
- Triệu chứng trúng độc chủ yếu: đường hô hấp và mắt bị kích thích, chảy nước mắt, đắng miệng, chóng mặt, ho khan, môi và má thâm tím, nhức đầu, khó thở và ngạt thở, thân nhiệt tăng tới 39°C; thời gian ủ bệnh kéo dài 4-5 giờ.

### Chloropicrin (PS)[1]
- Chloropicrin (nitrochloroform), chất độc mau tan, chất lỏng, màu vàng nhạt, mùi hắc, tỉ trọng 1,66, nhiệt độ sôi 113°C, nhiệt độ đông đặc -66,2°C, chất ưa mỡ, với nồng độ 0,009 mg/L gây kích thích và chảy nước mắt giàn giụa (dùng để kiểm tra chất lượng mặt nạ phòng độc), liều LD50 2 mg/L (trong 10-15 phút) gây phù phổi.
- Cơ chế tác hại: khi chất độc xâm nhập vào các tế bào biểu mô của phế quản, phế nang, chúng bị thủy phân sinh ra acid hydrochloric.
- Phosgene và diphosgene cùng với acid hydrochloric mới sinh làm thay đổi các tính chất lí - hóa của tế bào. Sự hình thành các chất tựa histamin làm tăng tính thẩm thấu của mao mạch và phế nang, đồng thời phá vỡ thế cân bằng acid-base trong mô phổi.
- Huyết tương chảy vào khoang trống của phế nang gây nên hiện tượng phổi đọng nước (phù phổi). Nạn nhân khó thở, trúng độc nặng có thể chết do ngạt thở.
- Chưa có thuốc giải độc, điều trị dựa vào triệu chứng trúng độc, sử dụng các loại thuốc để cải thiện hoạt động của hệ tim mạch và hệ thần kinh trung ương nhằm hạn chế và giảm thiểu phù phổi, khắc phục hiện tượng giảm oxy mô bằng cách cho thở oxy, đồng thời sử dụng thuốc chống biến chứng.

## Lịch sử
Tháng 4 năm 1915, Đức sử dụng chlor làm chất độc ngạt thở đánh đòn quyết định vào quân Anh - Pháp ở Mặt trận phía Tây (tại Ypern, thành phố ở phía bắc nước Bỉ). Với 5.000 thùng khí clo hóa lỏng được bố trí trên một trận tuyến dài 6 km (mỗi bình cách nhau 1 m).
Ngày 22 tháng 4 năm 1915, quân Đức đồng loạt mở van các bình khí độc, làm 15 nghìn binh sĩ quân Đồng minh mất sức chiến đấu, trong đó có 5 nghìn binh sĩ chết tại chỗ.
Ngày 31 tháng 5 năm 1915, ở Mặt trận phía Đông quân Đức lại tập kích hóa học vào quân Nga với lượng khí độc gấp 2 lần thứ nhất (360 tấn) làm cho 1.000 binh sĩ Nga chết và 9.000 bị thương.
Tháng 12 năm 1915, quân Đức sử dụng một số chất độc có độc tính cao hơn như phosgene và chloropicrin.
Ngày nay, khí độc clo bị loại ra khỏi nhóm chất độc ngạt thở do có tính độc thấp, chloropicrin còn dùng để kiểm tra chất lượng khí tài phòng hóa và dùng để huấn luyện phòng, chống vũ khí hóa học.